# Alcorcón
Alcorcón – miasto w Hiszpanii, we wspólnocie autonomicznej Madryt, leżące 13 km na południowy zachód od Madrytu. W 2010 liczyło 168 229 mieszkańców.

## Miasta partnerskie

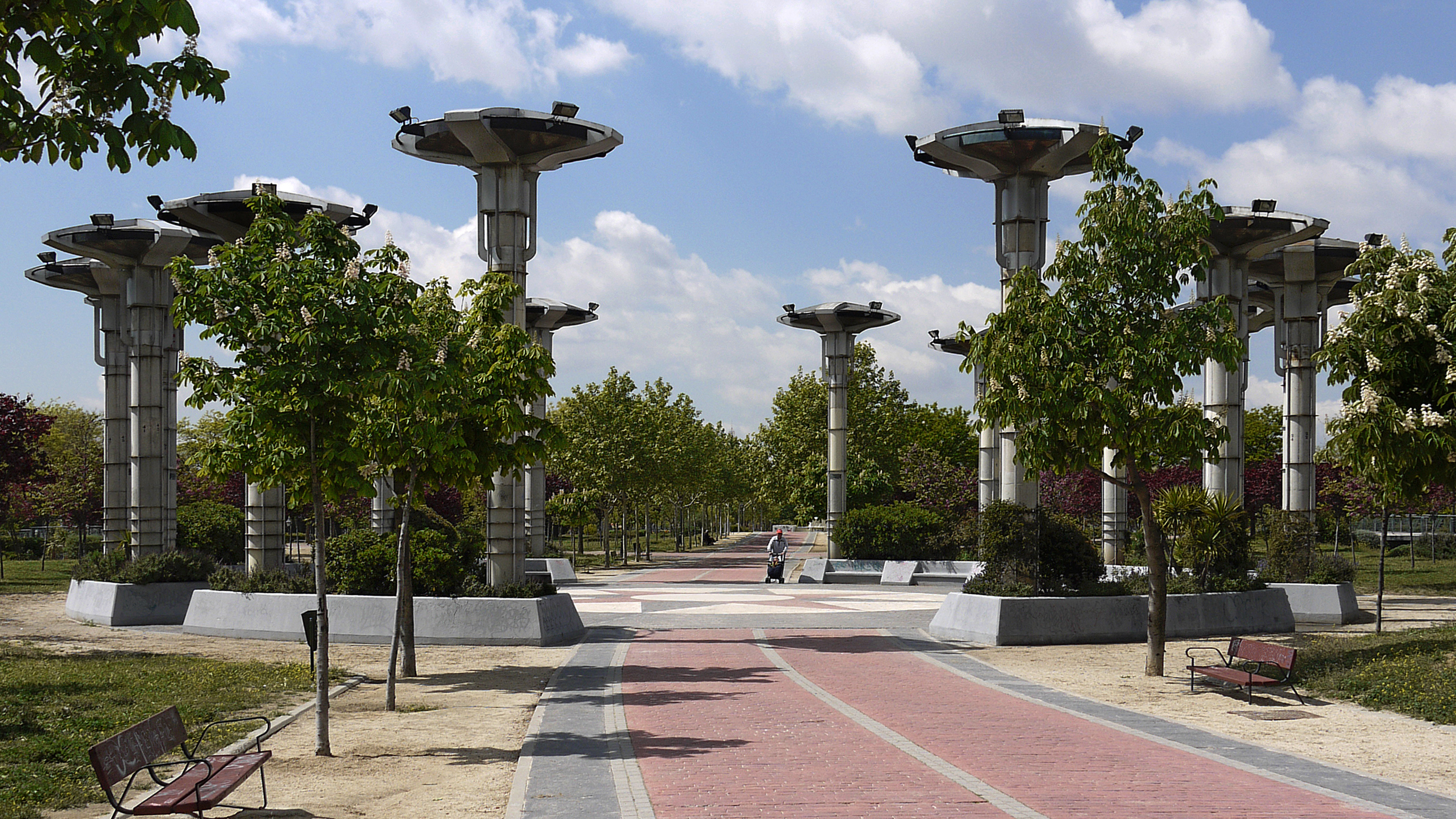
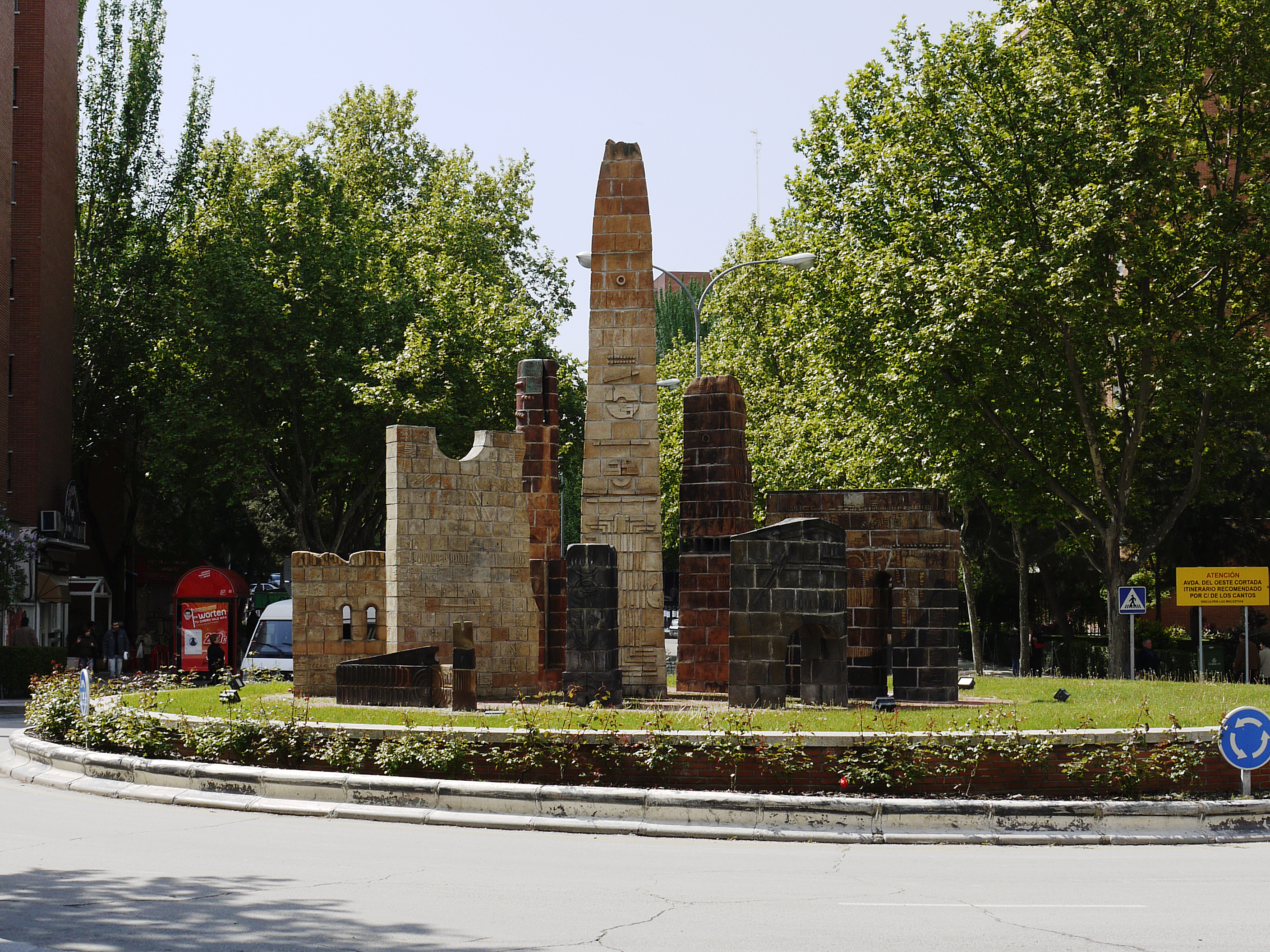
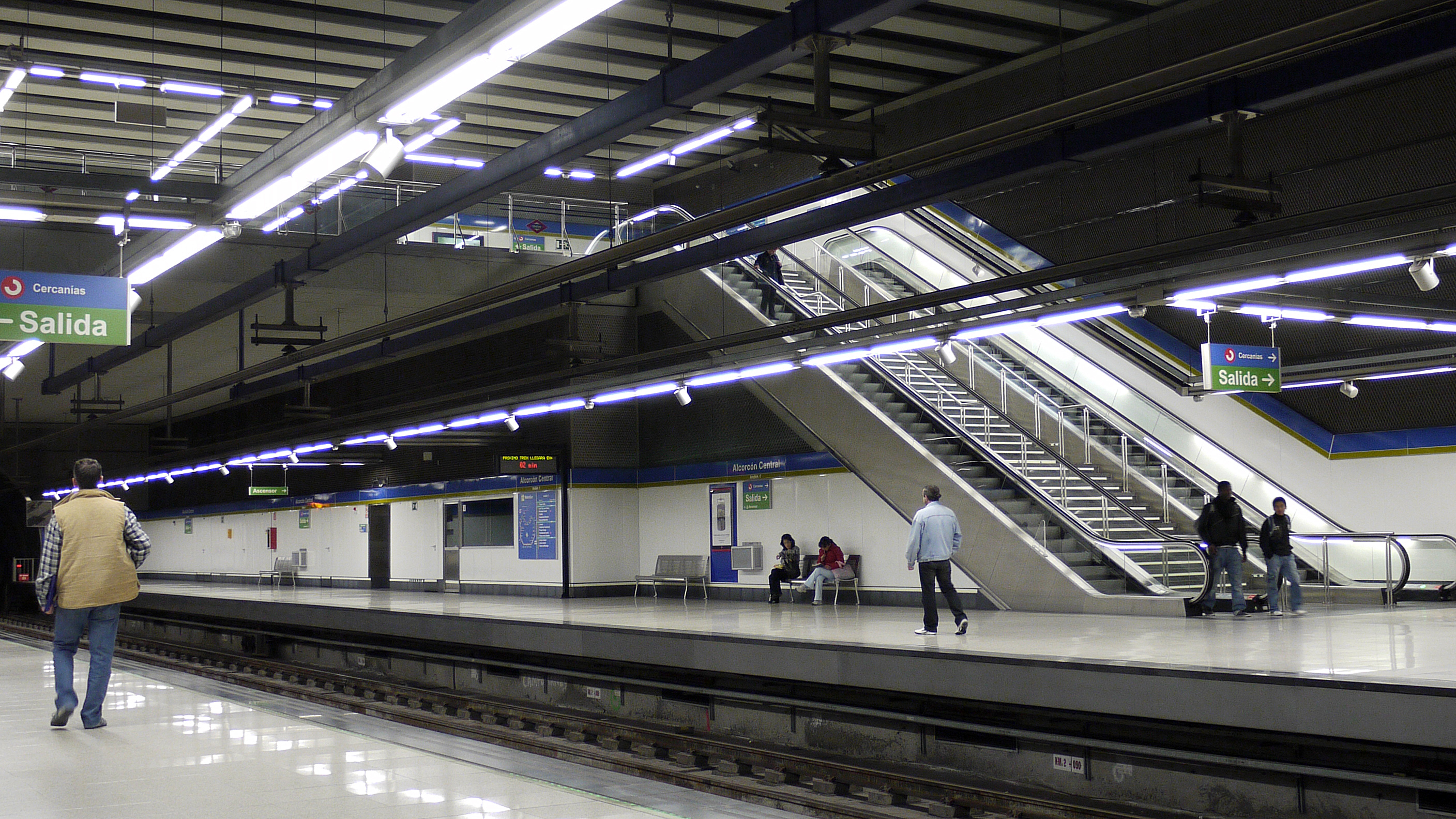
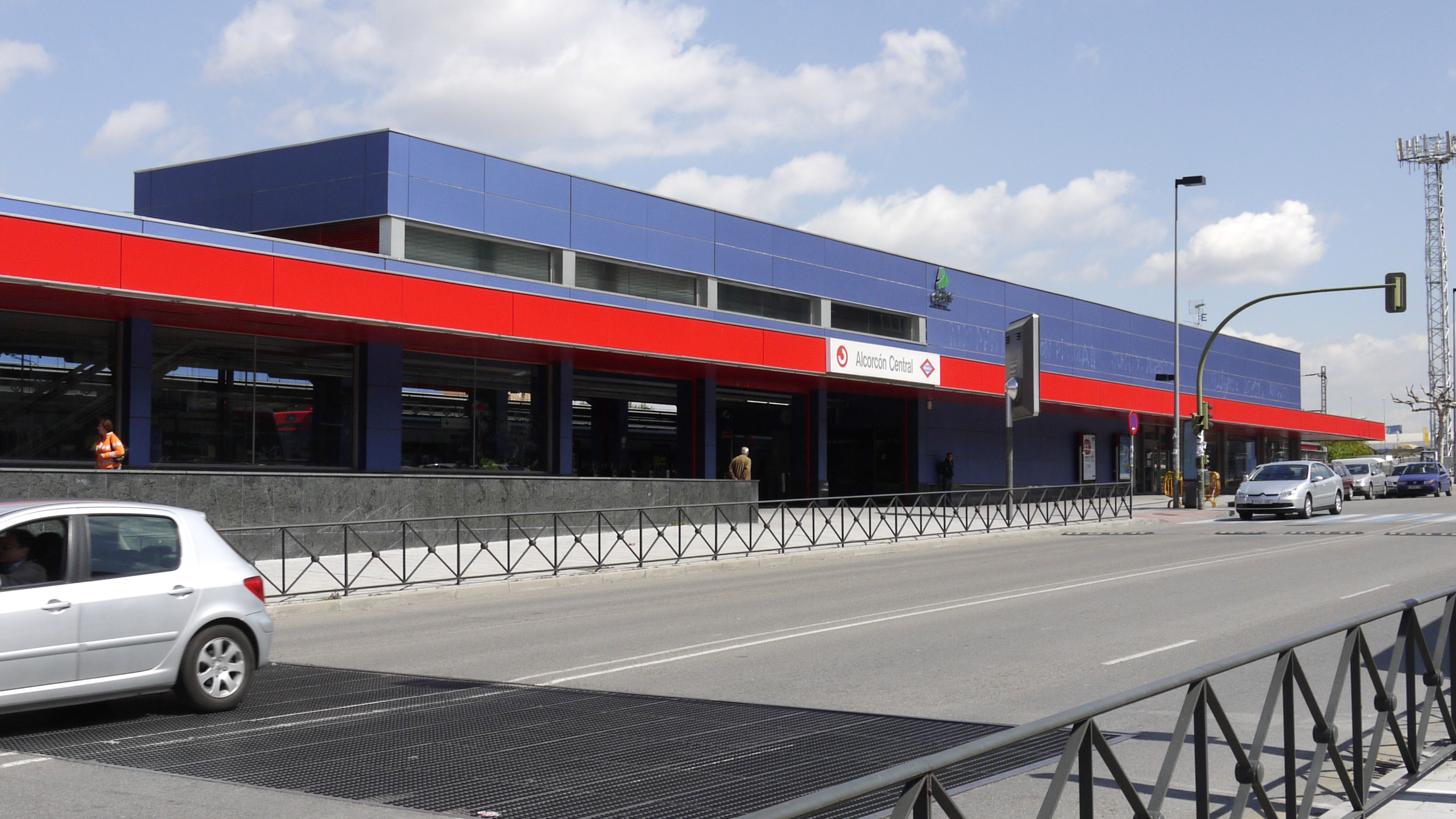
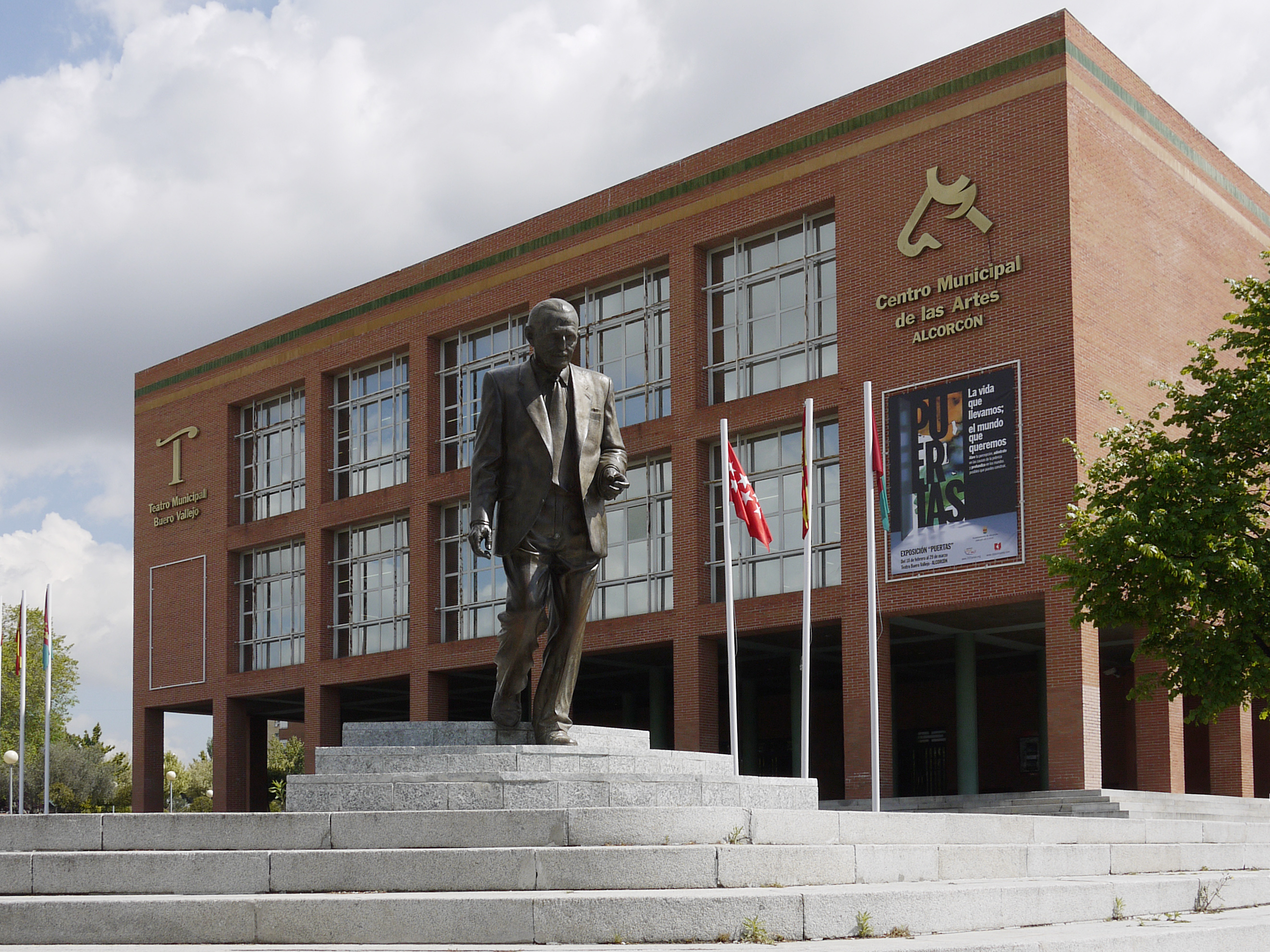

- Mayarí, Kuba
- Nejapa, Salwador
- Dystrykt Ancón, Peru